# Daniel Stumpf
Daniel Stumpf (* 5. Juni 1985 in Erlangen) ist ein ehemaliger deutscher Handballspieler. Er war Spielführer des HC Erlangen, bei dem er auf der Position Linksaußen eingesetzt wurde.
Stumpf spielte bereits in früher Kindheit (seit 1989) für die HG Erlangen und erreichte einige Bayerische Meisterschaften in C-, B- und A-Jugend. Später lief er mit der Männermannschaft in der 2. Bundesliga auf. 2013 beendete er aus beruflichen Gründen seine Karriere. Im Dezember 2015 kehrte er als Geschäftsführer zum HC Erlangen zurück.
Neben dem Handball studiert er Rechtswissenschaft.

## Größte Erfolge
- Aufstieg in die 2. Handball-Bundesliga 2008
- Deutscher Unimeister 2008